# ريموت كنترول (برنامج كوميدي)
ريموت كنترول، برنامج كوميدي كويتي من إنتاج تلفزيون دبي بث في شهر رمضان لعام 2005، من تأليف بدر محارب وإخراج نواف سالم الشمري. قام الفنان عبد الناصر درويش ببطولته إلى جانب عدد من الممثلين، وتأتي فكرة البرنامج بتقليد ما كان يعرض في الفضائيات من برامج وفيديو كليب، كذلك جاءت به فقرة كشف السرقات الفنية.

## المشاركين بالعمل
- عبد الناصر درويش.
- هيا الشعيبي.
- أحمد العونان.
- جمال الشطي.
- إسماعيل سرور.
- عماد العكاري
- أحمد عبد الله الشمري.
- أحمد وليد الشمري.
- بشار الجزاف.
- ميثم بدر.
- عبد الله بوزعلان.
- عادل الفضلي.
- يوسف غلوم.
- ماغي مطران.
- إيمان نجم.
- رانيا السباعي.